# Wohnanlage Werner-von-Siemens-Straße / Stubenlohstraße (Erlangen)

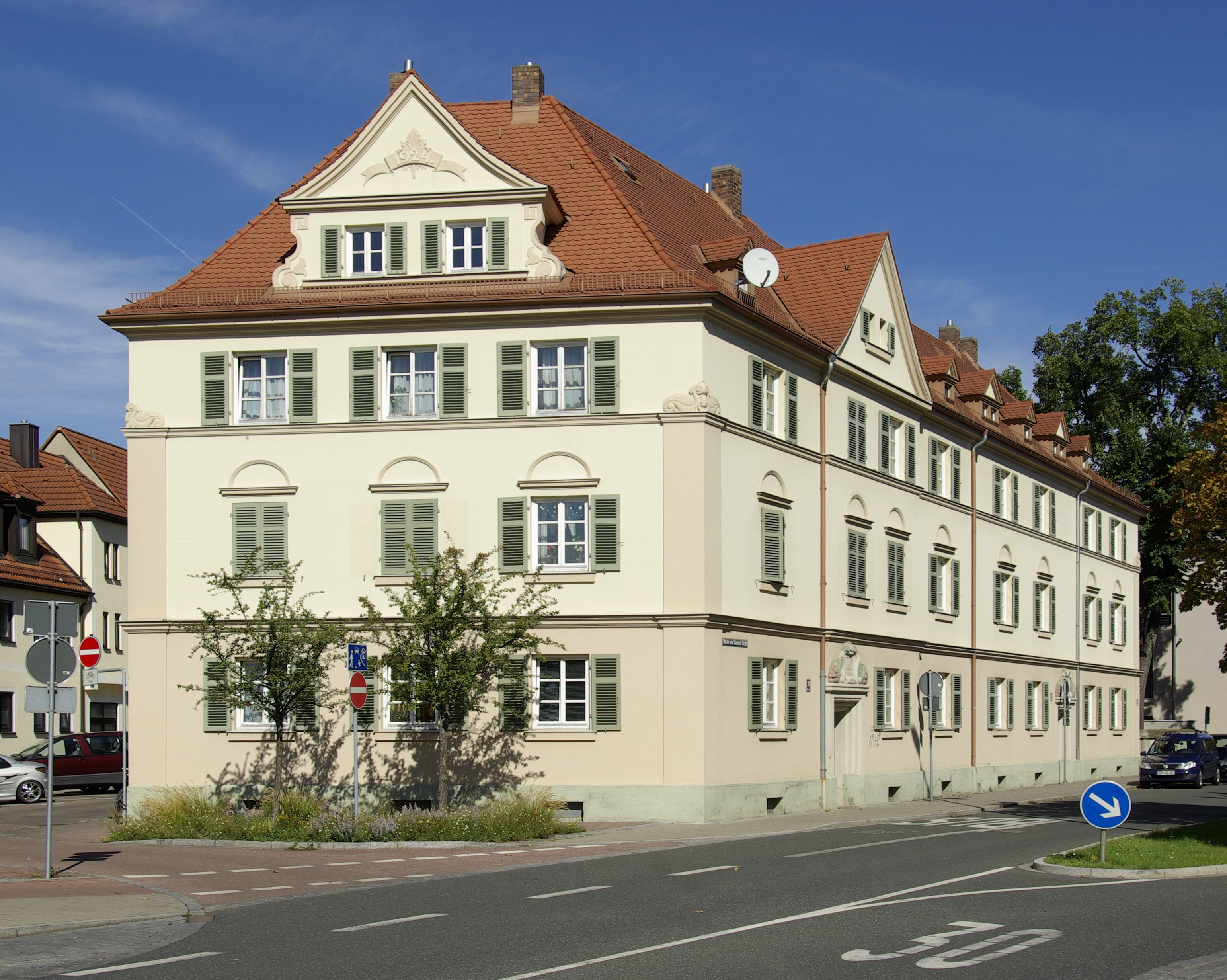
Süd- und Ostfassade der Wohnanlage, 2012

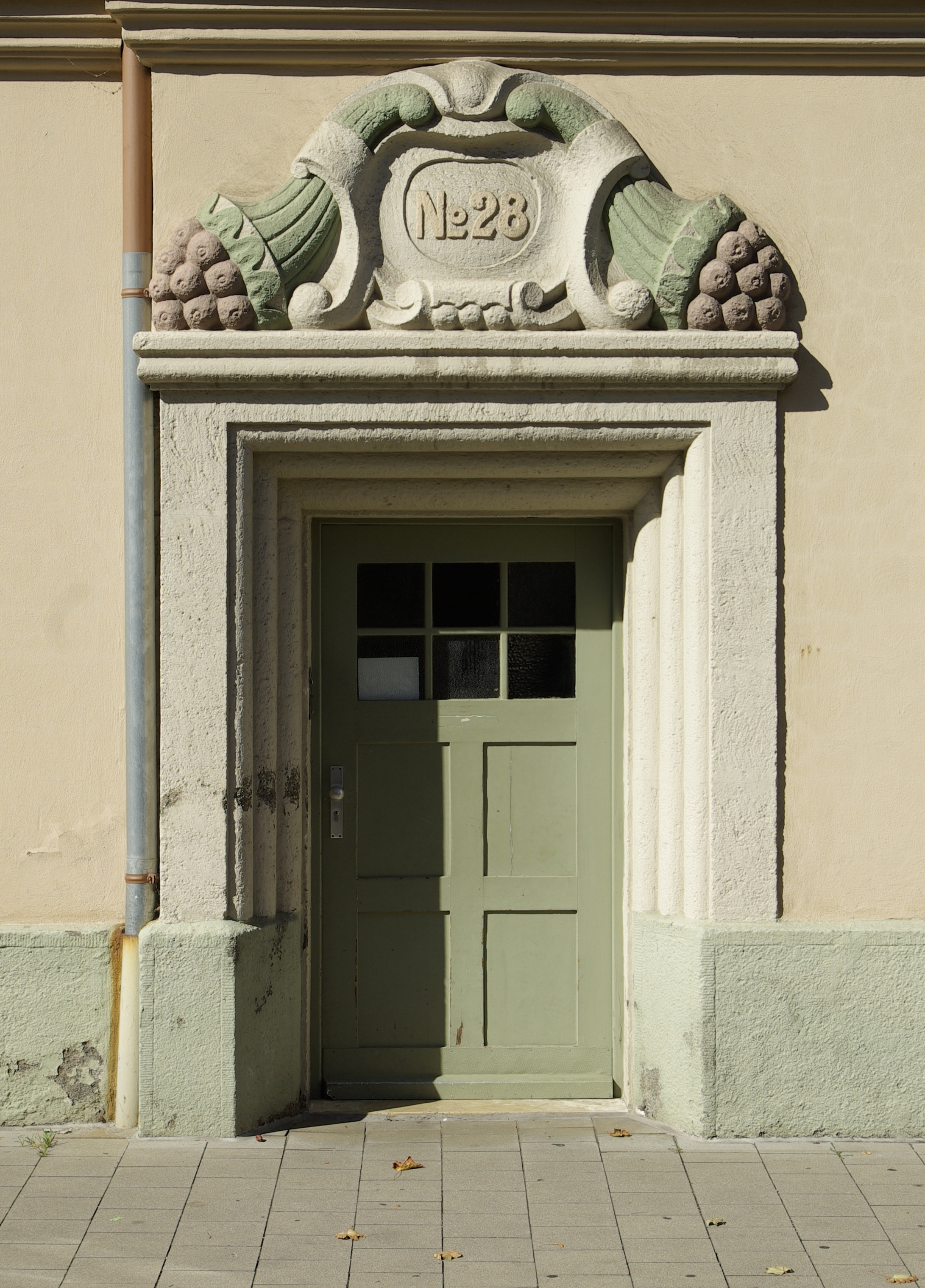
Eingang Werner-von-Siemens-Straße 28

Die Wohnanlage Werner-von-Siemens-Straße 24, 26, 28 / Stubenlohstraße 29 ist ein denkmalgeschütztes Mehrfamilienwohnhaus im reduziert-historisierenden Stil in der mittelfränkischen Stadt Erlangen.

## Geschichte und Beschreibung
Die Bebauung an der 1896 geplanten Ringstraße (seit 1953 Werner-von-Siemens-Straße) zwischen dem Bahnhof Zollhaus und der Henkestraße war 1908 weitgehend abgeschlossen. Im Zuge zahlreicher Bauprojekte, mit denen man in Erlangen die Wohnungsnot nach dem Ersten Weltkrieg eindämmen wollte, entstanden dort in den Jahren 1923 und 1924 noch zwei Eckhäuser. Neben der Wohnanlage an der Ecke Gabelsbergerstraße war dies das ebenfalls zweiflügelige Haus Ringstraße / Stubenlohstraße.
Das von der Stadt Erlangen geplante und 1924 fertiggestellte Haus mit zwei Vorgärten verfügt über 15 Drei-Zimmer-Wohnungen mit einer Größe von jeweils ca. 70 m³. Ursprünglich waren bereits drei Wohnungen pro Stockwerk mit Badezimmer ausgestattet.
Das Gebäude gehört heute der gemeinnützigen Wohnungsbaugesellschaft der Stadt Erlangen (GEWOBAU). Frei werdende Wohnungen stehen vorzugsweise städtischen Mitarbeitern zur Verfügung.